# Valdiviomyia darwini
Valdiviomyia darwini är en tvåvingeart som först beskrevs av Shannon 1927.  Valdiviomyia darwini ingår i släktet Valdiviomyia och familjen blomflugor. Inga underarter finns listade i Catalogue of Life.